# (69259) Савостьянов
(69259) Савостьянов (лат. Savostyanov) — типичный астероид главного пояса, открыт 18 сентября 1982 года советским астрономом Николаем Черных в Крымской астрофизической обсерватории и 22 июля 2013 года назван в честь художника Фёдора Савостьянова.

## Обнаружение и именование
(69259) Савостьянов
Открыт 18 сентября 1982 года в Научном Н. С. Черных.
Савостьянов Фёдор Васильевич (1924—2012) — известный русский живописец, писавший портреты, пейзажи, жанровые и батальные картины.
Оригинальный текст (англ.)69259 Savostyanov
Discovered 1982 Sept. 18 by N. S. Chernykh at Nauchnyj.
Savostyanov Fedor Vasilʹevich (1924—2012) was a famous Russian painter who painted portraits, landscapes, genre and battle paintings.
Источники: MPC batch dated 2013-07-22; M.P.C. 84381.

## Орбита

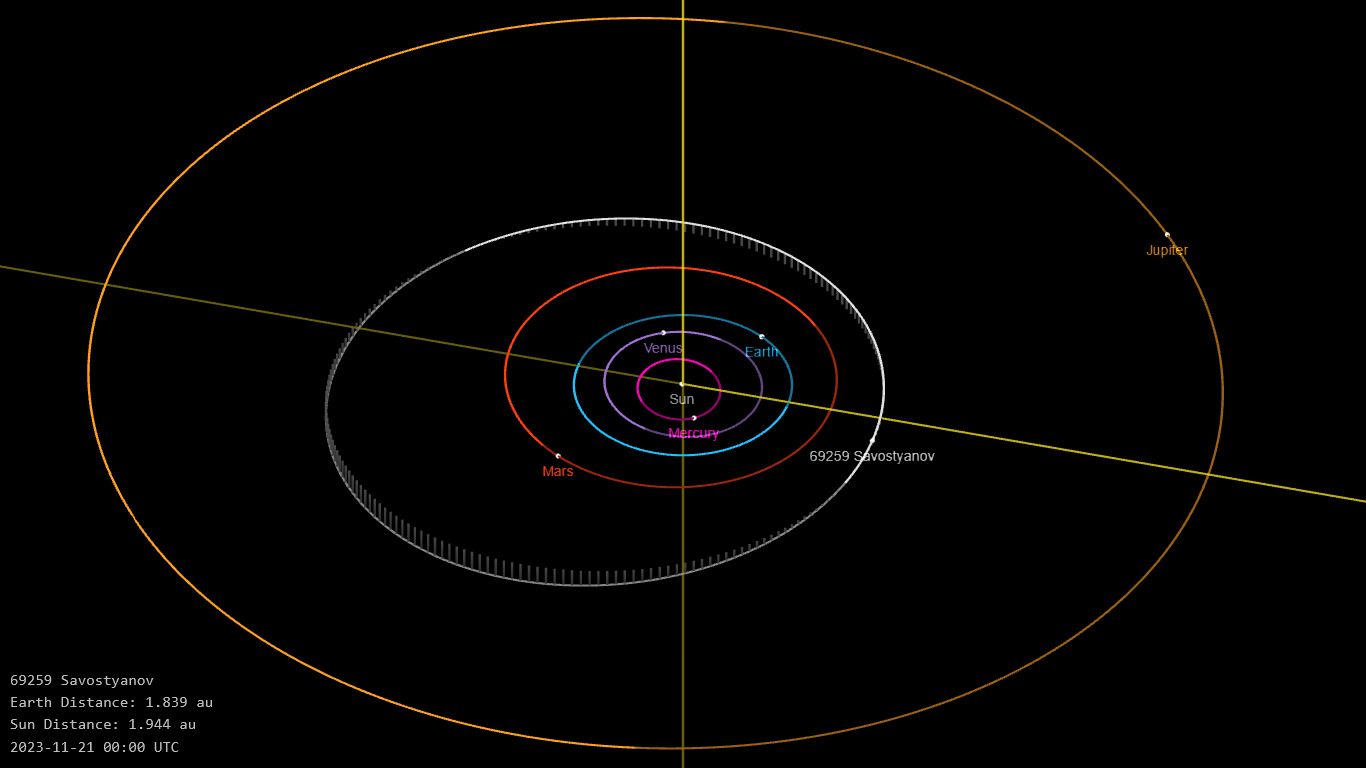
Орбита астероида Савостьянов и его положение в Солнечной системе

## Физические характеристики
Астероид относится к таксономическому классу S.
По результатам наблюдений в видимом и ближнем инфракрасном диапазоне космического телескопа NEOWISE диаметр астероида оценивался равным 3,011±0,647 км. Согласно тому же источнику альбедо оценивается как 0,5957±0,2834.